# Fujisaki Tomoki
Tomoki Fujisaki (藤嵜 智貴 Fujisaki Tomoki, sinh tháng 9 năm 1994) là một cầu thủ bóng đá người Nhật Bản. Anh thi đấu cho Azul Claro Numazu.

## Sự nghiệp
Tomoki Fujisaki gia nhập câu lạc bộ J3 League Azul Claro Numazu năm 2017.

## Thống kê câu lạc bộ
Cập nhật đến ngày 22 tháng 2 năm 2018.
| Thành tích câu lạc bộ | Thành tích câu lạc bộ | Thành tích câu lạc bộ | Giải vô địch | Giải vô địch | Cúp                   | Cúp                   | Tổng cộng | Tổng cộng |
| Mùa giải              | Câu lạc bộ            | Giải vô địch          | Số trận      | Bàn thắng    | Số trận               | Bàn thắng             | Số trận   | Bàn thắng |
| Nhật Bản              | Nhật Bản              | Nhật Bản              | Giải vô địch | Giải vô địch | Cúp Hoàng đế Nhật Bản | Cúp Hoàng đế Nhật Bản | Tổng cộng | Tổng cộng |
| --------------------- | --------------------- | --------------------- | ------------ | ------------ | --------------------- | --------------------- | --------- | --------- |
| 2017                  | Azul Claro Numazu     | J3 League             | 12           | 0            | 2                     | 0                     | 14        | 0         |
| Tổng                  | Tổng                  | Tổng                  | 12           | 0            | 2                     | 0                     | 14        | 0         |